# Trzciniak polinezyjski
Trzciniak polinezyjski (Acrocephalus astrolabii) – gatunek ptaka z rodziny trzciniaków (Acrocephalidae). Znany jest wyłącznie z dwóch okazów pochodzących prawdopodobnie z Wysp Gambiera. Wymarły.

## Taksonomia
Po raz pierwszy gatunek opisali Holyoak i Thibault w 1978. Holotypem był odkryty w Muzeum Historii Naturalnej w Paryżu nieopisany pod kątem płci, wieku i gatunku okaz E8681. Dołączona do niego notatka „Mangareva, Astrolabe, Philedon chanteur” zdaniem autorów prawdopodobnie wskazywała błędną lokalizację. Wskazano jeszcze jeden okaz, również bez przypisanej płci i wieku, opisany jako  „Philedon (chanteur), Nouheva [or Nouhira] 266 Astrolabe”; charakter pisma przypominał ten z notatki dołączonej do okazu E8681. Obydwa te osobniki odłowiono podczas podróży drugiej okołoantarktycznej korwety Astrolabe w latach 1838–1839. Według stanu wiedzy z 2017 nadal są przechowywane w zbiorach paryskiego muzeum.
Autorzy nadali nowemu gatunkowi nazwę Acrocephalus luscinia astrolabii, tym samym uznając go za podgatunek trzciniaka słowiczego (Acrocephalus luscinius). Obecnie (2019) Międzynarodowy Komitet Ornitologiczny umieszcza trzciniaka polinezyjskiego w rodzaju Acrocephalus jako odrębny gatunek, podobnie jak autorzy HBW czy BirdLife International.

## Morfologia
Długość ciała wynosiła około 17 cm. Wymiary szczegółowe dla holotypu i paratypu: długość skrzydła – 100 i 99 mm; długość ogona – 83 i 86,5 mm (u drugiego okazu ogon wytarty); długość dzioba – 29,5 mm (u drugiego okazu dziób złamany); długość skoku – 33 i 31,5 mm. Wierzch ciała miał niemal jednolite ubarwienie, charakterystyczny był brak jasnych krawędzi piór, które zwykle występują u dużych polinezyjskich przedstawicieli Acrocephalus.

## Zasięg występowania
Pochodzenie holotypu i paratypu już od czasu opisania gatunku było niejasne. Ogólnie zdefiniowanym, ale najpewniejszym zasięgiem są Wyspy Gambiera.
Zarówno Mangareva (Wyspy Gambiera, Polinezja Francuska), jak i „Nouheva” – najpewniej Nuku Hiva (Markizy, Polinezja Francuska) – wspomniane w muzealnych notkach najpewniej były błędnymi lokalizacjami. Zdaniem autorów pierwszego opisu trzciniaki polinezyjskie występowały na mikronezyjskiej wyspie Yap (co okazało się później błędnym przypuszczeniem), gdzie wedle ówczesnej wiedzy nie odkryto dotąd żadnych trzciniaków. Rozmiary ciała trzciniaków polinezyjskich były wyjątkowo duże w porównaniu do mikronezyjskich Acrocephalus. Badania genetyczne wykazały, że obydwa okazy pochodziły z tego samego obszaru. W 2011 Cibois, Thibault i Pasquet wskazali prawdopodobną lokalizację ich życia jako Wyspy Gambiera, jako że trzciniaki polinezyjskie dzielą unikalny haplotyp z trzciniakiem koralowym (A. atyphus) z pobliskiego Tuamotu i zostały pozyskane podczas drugiej ekspedycji korwety Astrolabe. W 2011 nie było wiadomo o jakichkolwiek okazach trzciniaków z Wysp Gambiera.

## Status i zagrożenia
IUCN uznaje trzciniaka polinezyjskiego za gatunek wymarły. Poza holotypem i paratypem tego gatunku w muzeach brak okazów trzciniaków z Wysp Gambiera. Dwa lata po d’Urville’u wyspy odwiedził Pierre Adolphe Lesson. Obserwował i odłowił jednego trzciniaka, ale los tego okazu jest nieznany. Schmeltz i Krause w 1881 wspominali w komentarzu do zbiorów Garretta z lat 70. XIX wieku o prawdopodobnym występowaniu trzciniaków na Wyspach Gambiera, ale bez podania konkretów. W 1922 zarządca wyspy Taravai, należącej do Wysp Gambiera, opisał Ernstowi Quayle ptaka podobnego do trzciniaka, który miał nie być tu widziany od 30–50 lat. Jest to jedno z dwóch ostatnich świadectw występowania trzciniaka polinezyjskiego. W 1934 Kenneth Emory odnotował, że Polinezyjczycy z tego regionu nadal używają nazwy „Komako”, która określała wymarłego już wtedy ptaka. Na Markizach i Tuamotu nazwa ta funkcjonowała jako określenie ptaków z rodzaju Acrocephalus. Powodem wymarcia tego gatunku było wylesianie i zawleczenie na wyspy drapieżników.